# Flughafen Chittagong

i8
i11
i13
Der Flughafen Chittagong (englisch Shah Amanat International Airport, bengalisch শাহ আমানত আন্তর্জাতিক বিমানবন্দর, IATA-Code: CGP, ICAO-Code: VGEG) ist ein internationaler Flughafen in Chittagong, der zweitgrößten Stadt von Bangladesch.

## Geschichte und Entwicklung
Der Flughafen von Chittagong wurde 1941 als Militärflughafen im damaligen Britisch-Indien eröffnet und hatte große strategische Bedeutung als alliierter Luftstützpunkt während der japanischen Besetzung Burmas 1942–1945. Nach der Unabhängigkeit Bangladeschs wurde der Flughafen 1972 zu einem der nationalen Flughäfen des Landes. Zwischen dem 12. März 1998 und dem 11. Dezember 2000 erfolgte im Rahmen des Chittagong Airport Development Project für umgerechnet 51,57 Millionen US$ ein großer Ausbau nach dessen Abschluss die Maximalkapazität bei 6 Millionen Passagiere und 5700 Tonnen Fracht lag. Heute ist der Flughafen der zweitgrößte in Bangladesch, allerdings vom Passagier- und Frachtaufkommen deutlich kleiner als der Flughafen Dhaka.
Der Flughafen verfügt über ein Passagier-Terminal (Abfertigung getrennt nach Inlands- und internationalen Flügen) und ein Fracht-Terminal, sowie eine Start-/Landebahn mit Asphaltbeton-Belag und den Abmessungen 2940 × 45 Meter. Damit können Flugzeuge vom Typ Boeing 747-400 den Flughafen anfliegen. In der Zeitperiode 2011–12 benutzten 950.000 Passagiere den Flughafen und 4480 Tonnen Fracht wurden verladen.

## Zwischenfälle
- Am 1. Juli 1957 verunglückte eine Douglas DC-3/C-47A-10-DK der Pakistan International Airlines (Luftfahrzeugkennzeichen AP-AJS) auf dem Flug vom Flughafen Chittagong (Ostpakistan, heute Bangladesch) zum Flughafen Dhaka-Tejgaon im Wattenmeer im Golf von Bengalen. Alle 24 Insassen, vier Besatzungsmitglieder und 20 Passagiere, kamen ums Leben.[4]